# 巴伊拉姆帕夏
巴伊拉姆帕夏（土耳其語：Bayrampaşa）是土耳其伊斯坦堡的39個區之一，位於博斯普魯斯海峽以西的歐洲部份，面積9.5平方公里，人口271,073人。

巴伊拉姆帕夏